# Jamaica en la Copa América 2015
La selección de Jamaica fue uno de los 12 equipos participantes en la Copa América 2015,  torneo que se organizó en Chile entre el 11 de junio y el 4 de julio de 2015.

## Enfrentamientos previos
| Fecha                   | Lugar                   |          |                    | Resultado |                      |           |
| ----------------------- | ----------------------- | -------- | ------------------ | --------- | -------------------- | --------- |
| 9 de septiembre de 2014 | Toronto (Canadá)        | Canadá   | Bandera de Canadá  | 3:1 (1:1) | Bandera de Jamaica   | Jamaica   |
| 10 de octubre de 2014   | Niigata (Japón)         | Japón    | Bandera de Japón   | 1:0 (1:0) | Bandera de Jamaica   | Jamaica   |
| 27 de marzo de 2015     | Bahía Montego (Jamaica) | Jamaica  | Bandera de Jamaica | 2:1 (1:1) | Bandera de Venezuela | Venezuela |
| 31 de marzo de 2015     | Bahía Montego (Jamaica) | Jamaica  | Bandera de Jamaica | 3:0 (3:0) | Bandera de Cuba      | Cuba      |
| 6 de junio de 2015      | Antofagasta (Chile)     | Cobreloa | Bandera de Chile   | 0:2 (0:0) | Bandera de Jamaica   | Jamaica   |

### Goleadores
| Jugador         | Goles |
| --------------- | ----- |
| Darren Mattocks | 2     |
| Kemar Lawrence  | 2     |
| Giles Barnes    | 1     |
| Daniel Gordon   | 1     |
| Romeo Parkes    | 1     |
| Jobi McAnuff    | 1     |

## Plantel
| #     | Nombre           | Nombre en camiseta | Posición         | Edad             | PJ Sel           | G                | Club                   |
| ----- | ---------------- | ------------------ | ---------------- | ---------------- | ---------------- | ---------------- | ---------------------- |
| 1     | Duwayne Kerr     | KERR               | Portero          | 28               | 11               | 0                | Sarpsborg 08           |
| 2     | Daniel Gordon    |                    | Defensa          | 30               | 5                | 1                | Karlsruher             |
| 3     | Michael Hector   | HECTOR             | Defensa          | 22               | 0                | 0                | Reading                |
| 4     | Wes Morgan       |                    | Defensa          | 31               | 12               | 0                | Leicester City         |
| 5     | Lance Laing      | LAING              | Centrocampista   | 27               | 4                | 0                | Edmonton               |
| 6     | Deshorn Brown    | BROWN              | Delantero        | 24               | 9                | 2                | Vålerenga              |
| 7     | Romeo Parkes     |                    | Delantero        | 24               | 3                | 1                | Isidro Metapán         |
| 8     | Hughan Gray      |                    | Defensa          | 28               | 11               | 0                | Waterhouse             |
| 9     | Giles Barnes     | BARNES             | Delantero        | 26               | 2                | 1                | Houston Dynamo         |
| 10    | Jobi McAnuff     | McANUFF            | Centrocampista   | 33               | 13               | 0                | Leyton Orient          |
| 11    | Darren Mattocks  | MATTOCKS           | Delantero        | 24               | 22               | 8                | Vancouver Whitecaps    |
| 12    | Dwayne Miller    |                    | Portero          | 27               | 34               | 0                | Syrianska              |
| 13    | Dino Williams    |                    | Delantero        | 25               | 8                | 0                | Montego Bay United     |
| 14    | Allan Ottey      |                    | Delantero        | 22               | 0                | 0                | Montego Bay United     |
| 15    | Je-Vaughn Watson |                    | Centrocampista   | 31               | 41               | 1                | Dallas                 |
| 16    | Joel Grant       |                    | Centrocampista   | 27               | 10               | 1                | Yeovil Town            |
| 17    | Rodolph Austin   | AUSTIN             | Centrocampista   | 30               | 73               | 6                | Leeds United           |
| 18    | Simon Dawkins    |                    | Delantero        | 27               | 8                | 2                | Derby County           |
| 19    | Adrian Mariappa  | MARIAPPA           | Defensa          | 28               | 21               | 0                | Crystal Palace         |
| 20    | Kemar Lawrence   | LAWRENCE           | Defensa          | 22               | 16               | 2                | New York Red Bulls     |
| 21    | Jermaine Taylor  |                    | Defensa          | 30               | 80               | 0                | Houston Dynamo         |
| 22    | Garath McCleary  |                    | Centrocampista   | 28               | 9                | 1                | Reading                |
| 23    | Ryan Thompson    |                    | Portero          | 30               | 3                | 0                | Pittsburgh Riverhounds |
| D. T. | Winfried Schäfer | Winfried Schäfer   | Winfried Schäfer | Winfried Schäfer | Winfried Schäfer | Winfried Schäfer | Winfried Schäfer       |

### Lista provisional
| # | Nombre                | Nombre en camiseta | Posición       | Edad | Club             |
| - | --------------------- | ------------------ | -------------- | ---- | ---------------- |
| - | Damion Hyatt          |                    | Portero        | 29   | Arnett Gardens   |
| - | Shaun Cummings        |                    | Defensa        | 25   | Millwall         |
| - | Alvas Powell          |                    | Defensa        | 20   | Portland Timbers |
| - | Richard Pete Dixon    |                    | Defensa        | 25   | Charlotte Eagles |
| - | Omar Holness          |                    | Centrocampista | 26   | Portland Timbers |
| - | Andre Clennon         |                    | Delantero      | 21   | Arnett Gardens   |
| - | Michael Joseph Seaton |                    | Delantero      | 19   | Örebro SK        |

## Participación
- Los horarios corresponden a la hora de Chile (UTC-3)
- Leyenda: Pts: Puntos; PJ: Partidos jugados; PG: Partidos ganados; PE: Partidos empatados; PP: Partidos perdidos; GF: Goles a favor; GC: Goles en contra; Dif: Diferencia de goles.

### Grupo B
| Selección | Pts. | PJ | PG | PE | PP | GF | GC | Dif |
| --------- | ---- | -- | -- | -- | -- | -- | -- | --- |
| Argentina | 7    | 3  | 2  | 1  | 0  | 4  | 2  | 2   |
| Paraguay  | 5    | 3  | 1  | 2  | 0  | 4  | 3  | 1   |
| Uruguay   | 4    | 3  | 1  | 1  | 1  | 2  | 2  | 0   |
| Jamaica   | 0    | 3  | 0  | 0  | 3  | 0  | 3  | -3  |

#### Fecha 1
| 13 de junio de 2015, 16:00                | Uruguay       | 1:0 (0:0) | Jamaica | Estadio Calvo y Bascuñán, Antofagasta                  |                                                        |
|                                           | Rodríguez 51' | Reporte   |         | Asistencia: 8 653 espectadores Árbitro(s): José Argote | Asistencia: 8 653 espectadores Árbitro(s): José Argote |
| Vídeo resumen oficial: Uruguay vs Jamaica |               |           |         |                                                        |                                                        |

| 1          | Guardameta     | Fernando Muslera    |     |
| 16         | Defensa        | Maximiliano Pereira |     |
| 2          | Defensa        | José Giménez        |     |
| 3          | Defensa        | Diego Godín         |     |
| 6          | Defensa        | Álvaro Pereira      |     |
| 17         | Centrocampista | Egidio Arévalo Ríos |     |
| 5          | Centrocampista | Carlos Sánchez      | 72' |
| 14         | Centrocampista | Nicolás Lodeiro     | 85' |
| 7          | Centrocampista | Cristian Rodríguez  | 63' |
| 9          | Delantero      | Diego Rolán         |     |
| 21         | Delantero      | Edinson Cavani      |     |
| Entrenador | Entrenador     | Óscar Tabárez       |     |

| 12         | Guardameta     | Duwayne Kerr     |     |
| 19         | Defensa        | Adrian Mariappa  |     |
| 3          | Defensa        | Michael Hector   |     |
| 4          | Defensa        | Wes Morgan       |     |
| 20         | Defensa        | Kemar Lawrence   |     |
| 17         | Centrocampista | Rodolph Austin   |     |
| 10         | Centrocampista | Jobi McAnuff     |     |
| 22         | Centrocampista | Garath McCleary  |     |
| 18         | Centrocampista | Simon Dawkins    | 53' |
| 11         | Delantero      | Darren Mattocks  | 74' |
| 9          | Delantero      | Giles Barnes     |     |
| Entrenador | Entrenador     | Winfried Schäfer |     |

| 10 | Delantero      | Giorgian De Arrascaeta | 63' |
| 11 | Delantero      | Christian Stuani       | 72' |
| 20 | Centrocampista | Álvaro González        | 85' |

| 5 | Centrocampista | Lance Laing   | 53' |
| 6 | Delantero      | Deshorn Brown | 74' |

| Anotado | 51' | Cristian Rodríguez | 1 - 0 |

| Amonestado | 58' | José Giménez |  |
| Amonestado | 83' | Diego Godín  |  |

| Amonestado | 31' | Jobi McAnuff |  |

| Árbitro             | José Argote  |
| Árbitros asistentes | Jorge Urrego |
| Árbitros asistentes | Jairo Romero |
| Cuarto Árbitro      | Jorge Osorio |

| 1          | Guardameta     | Fernando Muslera    |     |
| 16         | Defensa        | Maximiliano Pereira |     |
| 2          | Defensa        | José Giménez        |     |
| 3          | Defensa        | Diego Godín         |     |
| 6          | Defensa        | Álvaro Pereira      |     |
| 17         | Centrocampista | Egidio Arévalo Ríos |     |
| 5          | Centrocampista | Carlos Sánchez      | 72' |
| 14         | Centrocampista | Nicolás Lodeiro     | 85' |
| 7          | Centrocampista | Cristian Rodríguez  | 63' |
| 9          | Delantero      | Diego Rolán         |     |
| 21         | Delantero      | Edinson Cavani      |     |
| Entrenador | Entrenador     | Óscar Tabárez       |     |

| 12         | Guardameta     | Duwayne Kerr     |     |
| 19         | Defensa        | Adrian Mariappa  |     |
| 3          | Defensa        | Michael Hector   |     |
| 4          | Defensa        | Wes Morgan       |     |
| 20         | Defensa        | Kemar Lawrence   |     |
| 17         | Centrocampista | Rodolph Austin   |     |
| 10         | Centrocampista | Jobi McAnuff     |     |
| 22         | Centrocampista | Garath McCleary  |     |
| 18         | Centrocampista | Simon Dawkins    | 53' |
| 11         | Delantero      | Darren Mattocks  | 74' |
| 9          | Delantero      | Giles Barnes     |     |
| Entrenador | Entrenador     | Winfried Schäfer |     |

| 10 | Delantero      | Giorgian De Arrascaeta | 63' |
| 11 | Delantero      | Christian Stuani       | 72' |
| 20 | Centrocampista | Álvaro González        | 85' |

| 5 | Centrocampista | Lance Laing   | 53' |
| 6 | Delantero      | Deshorn Brown | 74' |

| Anotado | 51' | Cristian Rodríguez | 1 - 0 |

| Amonestado | 58' | José Giménez |  |
| Amonestado | 83' | Diego Godín  |  |

| Amonestado | 31' | Jobi McAnuff |  |

| Árbitro             | José Argote  |
| Árbitros asistentes | Jorge Urrego |
| Árbitros asistentes | Jairo Romero |
| Cuarto Árbitro      | Jorge Osorio |

#### Fecha 2
| 16 de junio de 2015, 18:00                 | Paraguay    | 1:0 (1:0) | Jamaica | Estadio Calvo y Bascuñán, Antofagasta                  |                                                        |
|                                            | Benítez 35' | Reporte   |         | Asistencia: 6 099 espectadores Árbitro(s): Carlos Vera | Asistencia: 6 099 espectadores Árbitro(s): Carlos Vera |
| Vídeo resumen oficial: Paraguay vs Jamaica |             |           |         |                                                        |                                                        |

| 12         | Guardameta     | Anthony Silva    |     |
| 5          | Defensa        | Bruno Valdez     |     |
| 14         | Defensa        | Paulo Da Silva   |     |
| 4          | Defensa        | Pablo Aguilar    |     |
| 6          | Defensa        | Miguel Samudio   | 76' |
| 20         | Centrocampista | Néstor Ortigoza  |     |
| 15         | Centrocampista | Víctor Cáceres   |     |
| 7          | Centrocampista | Raúl Bobadilla   | 74' |
| 9          | Centrocampista | Roque Santa Cruz |     |
| 10         | Delantero      | Derlis González  |     |
| 11         | Delantero      | Edgar Benítez    | 85' |
| Entrenador | Entrenador     | Ramón Díaz       |     |

| 1          | Guardameta     | Duwayne Kerr     |     |
| 3          | Defensa        | Michael Hector   |     |
| 4          | Defensa        | Wes Morgan       |     |
| 19         | Defensa        | Adrian Mariappa  |     |
| 20         | Defensa        | Kemar Lawrence   |     |
| 10         | Centrocampista | Jobi McAnuff     |     |
| 15         | Centrocampista | Je-Vaughn Watson | 57' |
| 17         | Centrocampista | Rodolph Austin   |     |
| 22         | Centrocampista | Garath McCleary  |     |
| 9          | Centrocampista | Giles Barnes     | 62' |
| 18         | Delantero      | Simon Dawkins    | 75' |
| Entrenador | Entrenador     | Winfried Schäfer |     |

| 18 | Delantero      | Nelson Haedo Valdez | 74' |
| 2  | Defensa        | Iván Piris          | 76' |
| 16 | Centrocampista | Osmar Molinas       | 85' |

| 5  | Centrocampista | Lance Laing     | 57' |
| 6  | Delantero      | Deshorn Brown   | 62' |
| 11 | Delantero      | Darren Mattocks | 75' |

| Anotado | 35' | Edgar Benítez | 1 - 0 |

| Amonestado | 59' | Bruno Valdez |  |

| Amonestado | 8'  | Rodolph Austin |  |
| Amonestado | 16' | Wes Morgan     |  |

| Árbitro             | Carlos Vera       |
| Árbitros asistentes | Christian Lescano |
| Árbitros asistentes | Byron Romero      |
| Cuarto Árbitro      | Jorge Osorio      |

| 12         | Guardameta     | Anthony Silva    |     |
| 5          | Defensa        | Bruno Valdez     |     |
| 14         | Defensa        | Paulo Da Silva   |     |
| 4          | Defensa        | Pablo Aguilar    |     |
| 6          | Defensa        | Miguel Samudio   | 76' |
| 20         | Centrocampista | Néstor Ortigoza  |     |
| 15         | Centrocampista | Víctor Cáceres   |     |
| 7          | Centrocampista | Raúl Bobadilla   | 74' |
| 9          | Centrocampista | Roque Santa Cruz |     |
| 10         | Delantero      | Derlis González  |     |
| 11         | Delantero      | Edgar Benítez    | 85' |
| Entrenador | Entrenador     | Ramón Díaz       |     |

| 1          | Guardameta     | Duwayne Kerr     |     |
| 3          | Defensa        | Michael Hector   |     |
| 4          | Defensa        | Wes Morgan       |     |
| 19         | Defensa        | Adrian Mariappa  |     |
| 20         | Defensa        | Kemar Lawrence   |     |
| 10         | Centrocampista | Jobi McAnuff     |     |
| 15         | Centrocampista | Je-Vaughn Watson | 57' |
| 17         | Centrocampista | Rodolph Austin   |     |
| 22         | Centrocampista | Garath McCleary  |     |
| 9          | Centrocampista | Giles Barnes     | 62' |
| 18         | Delantero      | Simon Dawkins    | 75' |
| Entrenador | Entrenador     | Winfried Schäfer |     |

| 18 | Delantero      | Nelson Haedo Valdez | 74' |
| 2  | Defensa        | Iván Piris          | 76' |
| 16 | Centrocampista | Osmar Molinas       | 85' |

| 5  | Centrocampista | Lance Laing     | 57' |
| 6  | Delantero      | Deshorn Brown   | 62' |
| 11 | Delantero      | Darren Mattocks | 75' |

| Anotado | 35' | Edgar Benítez | 1 - 0 |

| Amonestado | 59' | Bruno Valdez |  |

| Amonestado | 8'  | Rodolph Austin |  |
| Amonestado | 16' | Wes Morgan     |  |

| Árbitro             | Carlos Vera       |
| Árbitros asistentes | Christian Lescano |
| Árbitros asistentes | Byron Romero      |
| Cuarto Árbitro      | Jorge Osorio      |

#### Fecha 3
| 20 de junio de 2015, 18:30                  | Argentina   | 1:0 (1:0) | Jamaica | Estadio Sausalito, Viña del Mar                            |                                                            |
|                                             | Higuaín 11' | Reporte   |         | Asistencia: 21 083 espectadores Árbitro(s): Julio Bascuñán | Asistencia: 21 083 espectadores Árbitro(s): Julio Bascuñán |
| Vídeo resumen oficial: Argentina vs Jamaica |             |           |         |                                                            |                                                            |

| 1          | Guardameta     | Sergio Romero     |     |
| 4          | Defensa        | Pablo Zabaleta    |     |
| 2          | Defensa        | Ezequiel Garay    |     |
| 15         | Defensa        | Martín Demichelis |     |
| 16         | Defensa        | Marcos Rojo       |     |
| 6          | Centrocampista | Lucas Biglia      |     |
| 21         | Centrocampista | Javier Pastore    | 59' |
| 14         | Centrocampista | Javier Mascherano |     |
| 7          | Delantero      | Ángel Di María    | 84' |
| 10         | Delantero      | Lionel Messi      |     |
| 9          | Delantero      | Gonzalo Higuaín   | 72' |
| Entrenador | Entrenador     | Gerardo Martino   |     |

| 12         | Guardameta     | Duwayne Kerr     |     |
| 3          | Defensa        | Michael Hector   | 71' |
| 4          | Defensa        | Wes Morgan       |     |
| 19         | Defensa        | Adrian Mariappa  |     |
| 20         | Defensa        | Kemar Lawrence   |     |
| 5          | Centrocampista | Lance Laing      | 71' |
| 10         | Centrocampista | Jobi McAnuff     |     |
| 15         | Centrocampista | Je-Vaughn Watson |     |
| 17         | Centrocampista | Rodolph Austin   |     |
| 22         | Centrocampista | Garath McCleary  |     |
| 6          | Delantero      | Deshorn Brown    | 78' |
| Entrenador | Entrenador     | Winfried Schäfer |     |

| 8  | Centrocampista | Roberto Pereyra | 59' |
| 18 | Delantero      | Carlos Tévez    | 72' |
| 20 | Centrocampista | Erik Lamela     | 84' |

| 18 | Delantero      | Simon Dawkins   | 71' |
| 21 | Centrocampista | Jermaine Taylor | 71' |
| 9  | Centrocampista | Giles Barnes    | 78' |

| Anotado | 11' | Gonzalo Higuaín | 1 - 0 |

| Amonestado | 45' | Javier Pastore |  |
| Amonestado | 90' | Pablo Zabaleta |  |

| Amonestado | 30' | Je-Vaughn Watson |  |
| Amonestado | 52' | Michael Hector   |  |
| Amonestado | 52' | Rodolph Austin   |  |

| Árbitro             | Julio Bascuñán  |
| Árbitros asistentes | Carlos Astroza  |
| Árbitros asistentes | Marcelo Barraza |
| Cuarto Árbitro      | Raúl Orosco     |

| 1          | Guardameta     | Sergio Romero     |     |
| 4          | Defensa        | Pablo Zabaleta    |     |
| 2          | Defensa        | Ezequiel Garay    |     |
| 15         | Defensa        | Martín Demichelis |     |
| 16         | Defensa        | Marcos Rojo       |     |
| 6          | Centrocampista | Lucas Biglia      |     |
| 21         | Centrocampista | Javier Pastore    | 59' |
| 14         | Centrocampista | Javier Mascherano |     |
| 7          | Delantero      | Ángel Di María    | 84' |
| 10         | Delantero      | Lionel Messi      |     |
| 9          | Delantero      | Gonzalo Higuaín   | 72' |
| Entrenador | Entrenador     | Gerardo Martino   |     |

| 12         | Guardameta     | Duwayne Kerr     |     |
| 3          | Defensa        | Michael Hector   | 71' |
| 4          | Defensa        | Wes Morgan       |     |
| 19         | Defensa        | Adrian Mariappa  |     |
| 20         | Defensa        | Kemar Lawrence   |     |
| 5          | Centrocampista | Lance Laing      | 71' |
| 10         | Centrocampista | Jobi McAnuff     |     |
| 15         | Centrocampista | Je-Vaughn Watson |     |
| 17         | Centrocampista | Rodolph Austin   |     |
| 22         | Centrocampista | Garath McCleary  |     |
| 6          | Delantero      | Deshorn Brown    | 78' |
| Entrenador | Entrenador     | Winfried Schäfer |     |

| 8  | Centrocampista | Roberto Pereyra | 59' |
| 18 | Delantero      | Carlos Tévez    | 72' |
| 20 | Centrocampista | Erik Lamela     | 84' |

| 18 | Delantero      | Simon Dawkins   | 71' |
| 21 | Centrocampista | Jermaine Taylor | 71' |
| 9  | Centrocampista | Giles Barnes    | 78' |

| Anotado | 11' | Gonzalo Higuaín | 1 - 0 |

| Amonestado | 45' | Javier Pastore |  |
| Amonestado | 90' | Pablo Zabaleta |  |

| Amonestado | 30' | Je-Vaughn Watson |  |
| Amonestado | 52' | Michael Hector   |  |
| Amonestado | 52' | Rodolph Austin   |  |

| Árbitro             | Julio Bascuñán  |
| Árbitros asistentes | Carlos Astroza  |
| Árbitros asistentes | Marcelo Barraza |
| Cuarto Árbitro      | Raúl Orosco     |